# Oratoire Notre-Dame-des-Orages d'Écaillon
L'oratoire Notre-Dame-des-Orages est un oratoire catholique situé à Écaillon, en France.

## Historique

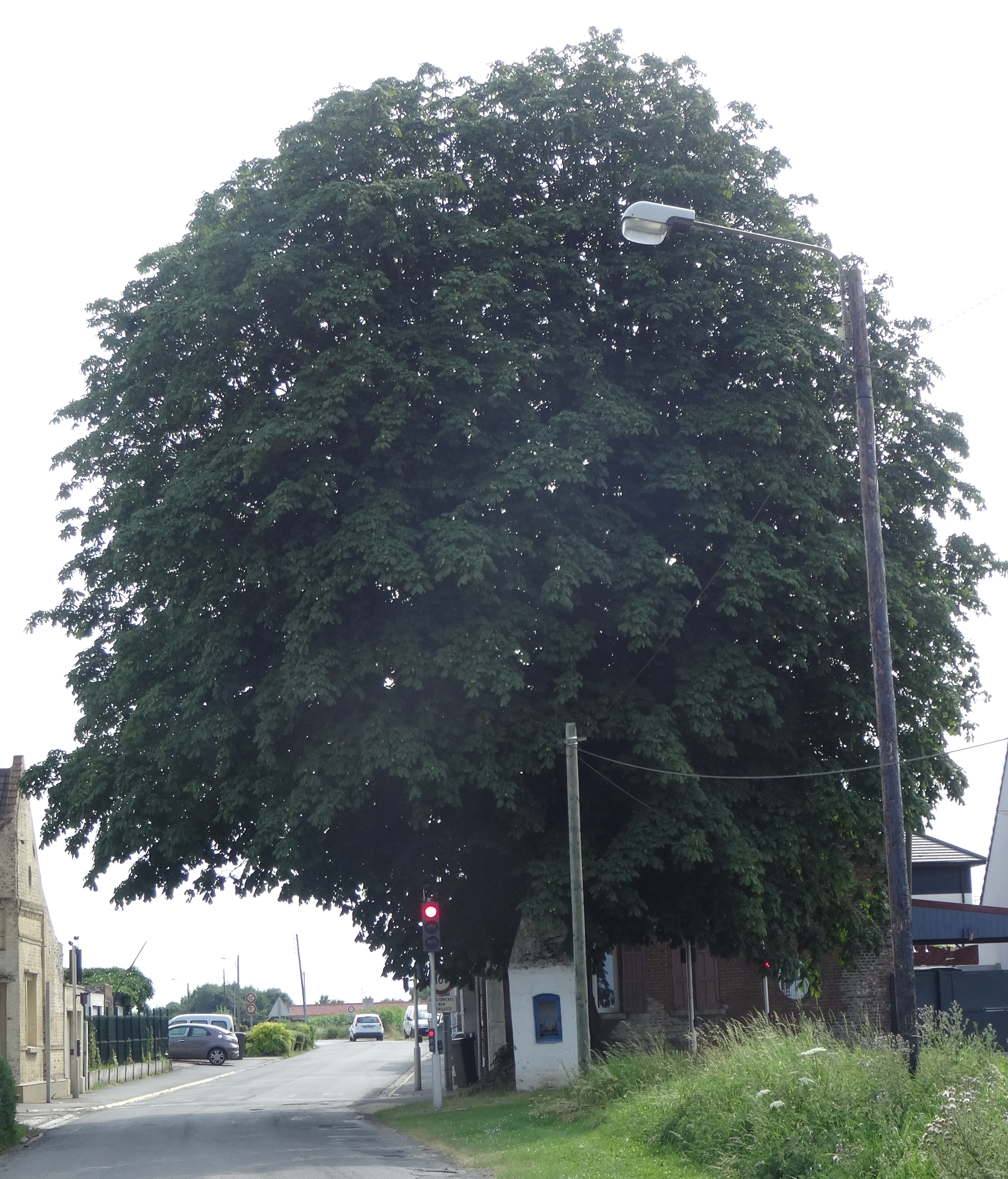
L'oratoire dans son environnement.

L'oratoire est situé dans le département français du Nord, sur la commune d'Écaillon, rue des Hallots.